# Ramsdel·lita
La ramsdel·lita o ramsdellita és un mineral de la classe dels òxids que pertany i dona nom al grup de la ramsdel·lita. Rep el seu nom del mineralogista estatunidenc Lewis Stephen Ramsdell (1895-1975), qui va descriure per primera vegada el mineral.

## Característiques
La ramsdel·lita és un òxid de fórmula química Mn4+O₂. Cristal·litza en el sistema ortoròmbic. La seva duresa a l'escala de Mohs és 3. És una espècie polimorfa de l'akhtenskita i la pirolusita.
Segons la classificació de Nickel-Strunz pertany a «04.DB - Metall:Oxigen = 1:2 i similars, amb cations de mida mitjana; cadenes que comparteixen costats d'octàedres» juntament amb els següents minerals: argutita, cassiterita, plattnerita, pirolusita, rútil, tripuhyita, tugarinovita, varlamoffita, byströmita, tapiolita-(Fe), tapiolita-(Mn), ordoñezita, akhtenskita, nsutita, paramontroseïta, scrutinyita, ishikawaïta, ixiolita, samarskita-(Y), srilankita, itriocolumbita-(Y), calciosamarskita, samarskita-(Yb), ferberita, hübnerita, sanmartinita, krasnoselskita, heftetjernita, huanzalaïta, columbita-(Fe), tantalita-(Fe), columbita-(Mn), tantalita-(Mn), columbita-(Mg), qitianlingita, magnocolumbita, tantalita-(Mg), ferrowodginita, litiotantita, litiowodginita, titanowodginita, wodginita, ferrotitanowodginita, wolframowodginita, tivanita, carmichaelita, alumotantita i biehlita.

## Formació i jaciments
Va ser descrita a partir de mostres recollides al districte miner de Lake Valley, dins el comtat de Sierra (Nou Mèxic, Estats Units). Forma cristalls de fins a 1 cm, sovint pseudomorfs, després de la deshidrogenació oxidativa de la groutita o bé per inversió de pirolusita.